# Edefors landskommun
Edefors landskommun var en tidigare kommun i Norrbottens län. Centralort var Harads och kommunkod 1952-1970 var 2509.

## Administrativ historik
Edefors landskommun bildades den 1 januari 1892 (enligt beslut den 24 april 1891) genom en utbrytning ur Överluleå landskommun, samtidigt som Edefors socken bildades genom utbrytning ur Överluleå socken.
Kommunreformen 1952 påverkade inte indelningarna i området, då varken Västerbottens eller Norrbottens län berördes av reformen.
1 januari 1971 blev Edefors en del av den nya Bodens kommun.

### Kyrklig tillhörighet
I kyrkligt hänseende tillhörde landskommunen Edefors församling, bildad 1890 genom utbrytning ur Överluleå församling.

## Kommunvapen
Edefors landskommun förde inte något vapen.

## Geografi
Edefors landskommun omfattade den 1 januari 1952 en areal av 1 674,10 km², varav 1 583,70 km² land. Efter nymätningar och arealberäkningar färdiga den 1 januari 1954 omfattade landskommunen den 1 januari 1961 en areal av 1 693,28 km², varav 1 596,51 km² land.

### Tätorter i kommunen 1960
| Tätort       | Folkmängd |
| ------------ | --------- |
| Harads       | 799       |
| Bodträskfors | 330       |
| Lakaträsk    | 279       |
| Svartlå      | 231       |

Tätortsgraden i kommunen var den 1 november 1960 42,8 procent.

## Näringsliv
Vid folkräkningen den 31 december 1950 var kommunens befolknings huvudnäring uppdelad på följande sätt:
- 52,1 procent av befolkningen levde av jordbruk med binäringar
- 17,9 procent av industri och hantverk
- 11,2 procent av samfärdsel
- 8,5 procent av offentliga tjänster m.m.
- 5,1 procent av handel
- 1,6 procent av husligt arbete
- 3,6 procent av ospecificerad verksamhet.

Av den förvärvsarbetande befolkningen jobbade bland annat 27,7 procent med skogsbruk, 20,6 procent med jordbruk och boskapsskötsel, 11,3 procent med samfärdsel, 10,9 procent med byggnadsverksamhet och 8,7 procent med hälso- och sjukvård samt personlig hygien. Endast 5 av förvärvsarbetarna (0,3 procent) hade sin arbetsplats utanför kommunen.

## Politik

### Mandatfördelning i valen 1938-1966
| 7 | 8 | 1 | 2 | 3 |

| 20 |

| 6 | 10 | 1 | 1 | 3 |

| 20 |

| 7 | 8 | 1 | 4 | 1 |

| 19 |

| 4 | 11 | 1 | 4 | 1 |

| 19 |

| 4 | 11 | 1 | 4 | 1 |

| 19 |

| 4 | 11 | 1 | 3 | 2 |

| 21 |

| 3 | 12 | 1 | 3 | 2 |

| 21 |

| 4 | 10 | 2 | 2 | 1 | 2 |

| 21 |

### Fotnoter
1. ↑   (PDF) Bidrag till Sveriges officiella statistik. A. Befolkningsstatistik Statistiska centralbyråns underdåniga berättelse för år 1900. Andra afdelningen: Areal och folkmängd för särskilda administrativa, judiciella och ecklesiastika områden jämte uppgifter om främmande trosbekännare. Stockholm: Statistiska centralbyrån. 1906. sid. 72. Arkiverad från originalet den 2 oktober 2014. https://www.webcitation.org/6T1dBOrTB?url=http://www.scb.se/H/BISOS%201851-1917/BISOS%20A%20Befolkning%201851-1910/Befolkning-A-1900-andra.pdf. Läst 2 oktober 2014 Arkiverad 11 november 2013 hämtat från the Wayback Machine.
2. 1 2   (PDF) Folkräkningen den 31 december 1950, I, Areal och folkmängd inom särskilda förvaltningsområden m.m., Tätorter. Stockholm: Statistiska centralbyrån. 1952-05-19. sid. 6* & 120. Arkiverad från originalet den 1 oktober 2014. https://www.webcitation.org/6T09ZkyrB?url=http://www.scb.se/Grupp/Hitta_statistik/Historisk_statistik/_Dokument/SOS/Folkrakningen_1950_1.pdf. Läst 9 oktober 2014 Arkiverad 29 oktober 2013 hämtat från the Wayback Machine.
3. ↑  Per Andersson: Sveriges kommunindelning 1863-1993, Draking, Mjölby 1993, ISBN 91-87784-05-X, s. 99
4. ↑   (PDF) Folkräkningen den 1 november 1960, I, Folkmängd inom kommuner och församlingar efter kön, ålder, civilstånd m.m.. Stockholm: Statistiska centralbyrån. 1965-09-30. sid. 60. Arkiverad från originalet den 15 juli 2015. https://www.webcitation.org/6a1zkRbkC?url=http://www.scb.se/Grupp/Hitta_statistik/Historisk_statistik/_Dokument/SOS/Folkrakningen_1960_01.pdf. Läst 26 december 2014 Arkiverad 14 oktober 2013 hämtat från the Wayback Machine.
5. ↑   (PDF) Folkräkningen den 1 november 1960, II, Folkmängd inom tätorter efter kön, ålder och civilstånd.. Stockholm: Statistiska centralbyrån. 1961-10-31. sid. 32. Arkiverad från originalet den 29 juni 2015. https://www.webcitation.org/6ZeEB9Ija?url=http://www.scb.se/Grupp/Hitta_statistik/Historisk_statistik/_Dokument/SOS/Folkrakningen_1960_02.pdf. Läst 30 juni 2015 Arkiverad 24 september 2015 hämtat från the Wayback Machine.
6. 1 2   (PDF) Folkräkningen den 31 december 1950, IV, Totala räkningen: folkmängden efter yrke i kommuner, församlingar och tätorter. Stockholm: Statistiska centralbyrån. 1954-10-08. sid. 186-187. Arkiverad från originalet den 30 juni 2015. https://www.webcitation.org/6Zfas4HUP?url=http://www.scb.se/Grupp/Hitta_statistik/Historisk_statistik/_Dokument/SOS/Folkrakningen_1950_4.pdf. Läst 30 juni 2015 Arkiverad 24 september 2015 hämtat från the Wayback Machine.

- Se kartdata överlagrat på OSM (Kartdata)